# Rock with the Best
Rock with the Best è l'undicesimo album di Long John Baldry, pubblicato nel 1982 dalla BGM.

## Tracce
1. Midnight Show (Long, Short) - 2:54
2. When You're Ugly Like Me (Goodman, Shulman) - 2:36
3. Bad Attitude (Hogan, Lindsay, Sheen) - 3:27
4. 25 Years of Pain (Short) - 3:47
5. Rock with the Best (Long, Short) - 3:42
6. Too Late for Crying (Skinner) - 3:45
7. Love Is Where You Find It (Skinner) - 3:50
8. Stay the Way You Are (Wells) - 3:37
9. Passing Glances (Clarke) - 3:21
10. Let the Heartaches Stop (Long, Short) - 4:38
11. Iko Iko/Hand Jive/Got Rhythm (Cooder, Crawford, Hawkins, Hawkins, Johnson, Otis) - 6:12
12. Black Girl - 3:50

## Musicisti
- Long John Baldry - voce
- Kathi McDonald - voce
- Hugh Brockie - chitarra
- Rick Gratton - batteria
- Kelly Jay - arpa
- David Tyson - organo